# Bruno Uvini
Bruno Uvini Bortolança, né le 3 juin 1991 à Capivari au Brésil, est un footballeur international brésilien qui évolue actuellement au poste de défenseur à l'EC Vitória.

## Palmarès
| - Brésil -20 ans - Copa Sudaméricana des moins de 20 ans - Vainqueur : 2011 - Coupe du monde des moins de 20 ans - Vainqueur : 2011 - Jeux olympiques - Médaille d'argent aux Jeux olympiques d'été de 2012 |

## Statistiques
| Saison                | Club                     | Championnat           | Championnat | Championnat | Coupe(s) nationale(s) | Coupe(s) nationale(s) | Compétition(s) continentale(s) | Compétition(s) continentale(s) | Compétition(s) continentale(s) | Total | Total |
| Saison                | Club                     | Division              | M.          | B.          | M.                    | B.                    | Comp.                          | M.                             | B.                             | M.    | B.    |
| 2010                  | São Paulo FC             | Série A               | 2           | 0           | 0                     | 0                     | CL                             | 0                              | 0                              | 2     | 0     |
| 2011                  | São Paulo FC             | Série A               | 6           | 0           | 0                     | 0                     | CS                             | 0                              | 0                              | 6     | 0     |
| jan. 2012             | Tottenham Hotspur (prêt) | Premier League        | 0           | 0           | 0                     | 0                     | -                              | -                              | -                              | 0     | 0     |
| 2012                  | SSC Naples               | Serie A               | 0           | 0           | 0                     | 0                     | C3                             | 0                              | 0                              | 0     | 0     |
| Total sur la carrière | Total sur la carrière    | Total sur la carrière | 8           | 0           | 0                     | 0                     | -                              | 0                              | 0                              | 8     | 0     |